# Схил балки

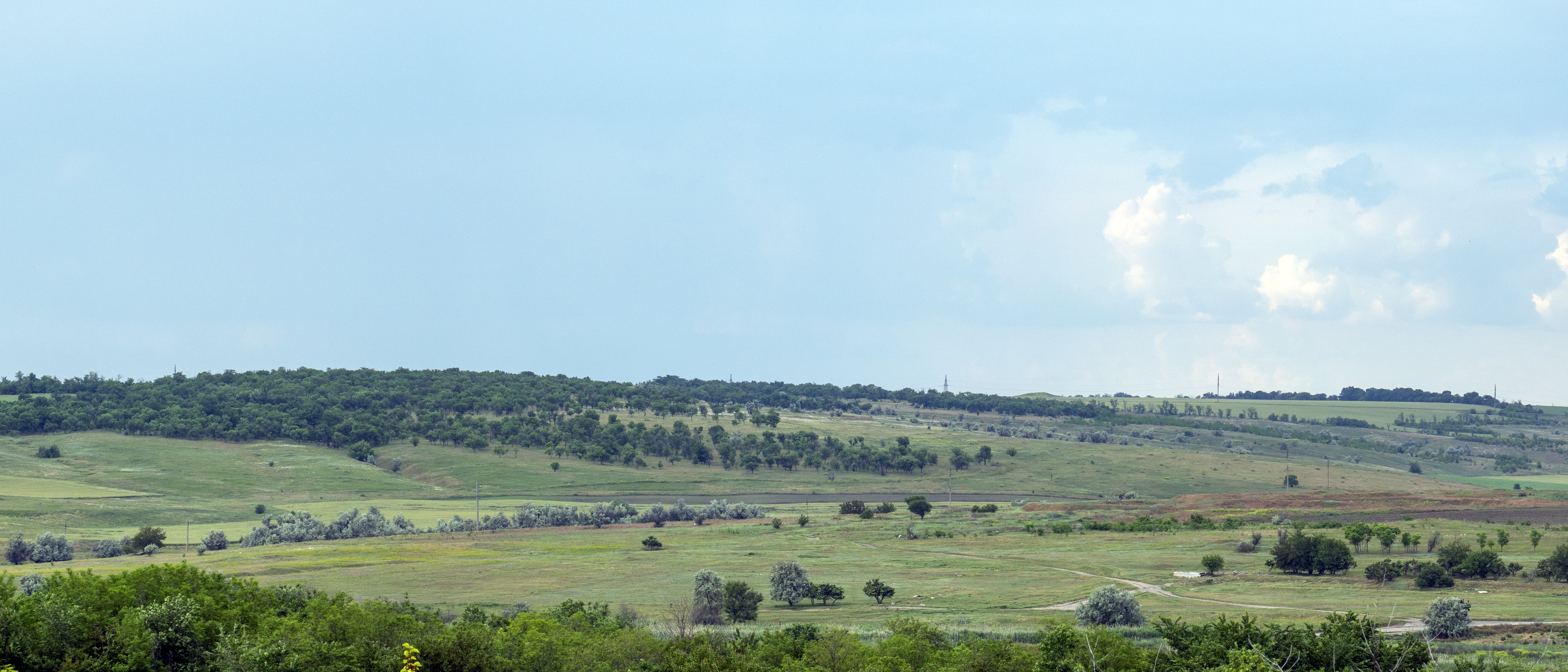

Схил балки — ботанічний заказник місцевого значення в Україні. Об'єкт природно-заповідного фонду України. Розташований на території Василівського району Запорізької області, біля села Підгірне.
Площа — 30 га, статус отриманий у 1990 році відповідно до Рішення Запорізького обласного виконавчого комітету від 09.10.1990 р. № 281. Перебуває у віданні Підгірненської сільської ради.